# Orden de aproximación
En ciencia, ingeniería y otras disciplinas cuantitativas, el término orden de aproximación se refiere a expresiones formales o informales de lo exacta que es una aproximación a un dato o una medida. Es un concepto íntimamente ligado a la idea de precisión.

## Uso en ciencia e ingeniería
En expresiones formales, el ordinal usado antes de la palabra orden se refiere a la potencia más alta en la expansión en serie usada en una aproximación. Las expresiones: una aproximación de orden cero, una aproximación de primer orden, una aproximación de segundo orden, etc. se utilizan como unidad fraseológica. La expresión aproximación de orden cero también es común en inglés. Los números cardinales se utilizan ocasionalmente en expresiones como una aproximación de orden cero, una aproximación de orden uno, etc.
La omisión de la palabra orden conduce a frases que tienen un significado menos formal. Frases como en primera aproximación o en una primera aproximación pueden referirse a un valor aproximado de una cantidad. En inglés,  la frase "to a zeroth approximation" (en una aproximación cero) indica una suposición descabellada. La expresión orden de aproximación a veces se utiliza informalmente para referirse al número de cifras significativas, en orden creciente de precisión, o al orden de magnitud. Desde el punto de vista estrictamente matemático, este tipo de expresiones pueden resultar confusas, ya que no se refieren directamente al orden de las derivadas del desarrollo en serie con el que se aproxima una función.
La elección de la expansión de la serie depende del enfoque utilizado del método científico para investigar un fenómeno. Se espera que la expresión orden de aproximación indique representaciones progresivamente más refinadas de una función en un intervalo específico. La elección del orden de aproximación depende del propósito del tipo de investigación en la que se trabaje. Se puede desear simplificar una expresión analítica conocida para idear una nueva aplicación o, por el contrario, intentar ajustar una curva a puntos de datos. El orden superior de aproximación no siempre es más útil que el inferior. Por ejemplo, si una cantidad es constante dentro de todo un intervalo, aproximarla con una serie de Taylor de segundo orden no aumentará la precisión.
En el caso de funciones suaves, la aproximación de orden n es un polinomio de grado n, que se obtiene truncando la serie de Taylor hasta este grado. El uso formal del término orden de aproximación corresponde a la omisión de algunos términos de las series utilizadas en la expansión (normalmente, los términos superiores). Esto afecta a la precisión. El error suele variar dentro del intervalo. Por lo tanto, los números de orden cero, primero, segundo, etc. usados formalmente con el significado anterior no brindan información directa sobre el error porcentual o las cifras significativas.

### De orden cero
Aproximación de orden cero es el término que utilizan los científico para una primera respuesta aproximada. Se asumen numerosas simplificaciones y, cuando se necesita un número, a menudo se da una respuesta de orden de magnitud (o cero cifras significativas). Por ejemplo, se podría decir "la ciudad tiene unos pocos miles de residentes", cuando en realidad tiene 3.914 personas. En estos casos, se suele hablar de orden de magnitud de la aproximación. El cero de "orden cero" representa el hecho de que incluso el único número dado, "unos pocos", está vagamente definido.
Una aproximación de orden cero de una función (es decir, una  expresión matemática que se ajuste a múltiples unidades de observación) será una constante, o una recta de pendiente cero, es decir, un polinomio de grado 0. Por ejemplo:
{\displaystyle x=[0,1,2],}
{\displaystyle y=[3,3,5],}
{\displaystyle y\sim f(x)=3.67}
podría ser, si se informara la precisión de los puntos de datos, un ajuste aproximado a los datos, obtenido simplemente promediando los valores x y los valores y. Sin embargo, los pares de datos son el resultado de una serie de mediciones, y no son estrictamente puntos desde el punto de vista geométrico. Por lo tanto, dar un valor promedio con tres dígitos significativos con solo un dígito significativo en los datos de entrada podría reconocerse como un ejemplo de falsa precisión. Con la precisión implícita de los puntos de datos de ±0,5, la aproximación de orden cero podría, en el mejor de los casos, producir el resultado para y de ~3,7±2,0 en el intervalo de x de -0,5 a 2.5, considerando su desviación típica.
Si los puntos de datos se hubiesen medido como
{\displaystyle x=[0.00,1.00,2.00],}
{\displaystyle y=[3.00,3.00,5.00],}
la aproximación de orden cero da como resultado
{\displaystyle y\sim f(x)=3.67.}
La precisión del resultado justifica un intento de aplicar una función multiplicativa para ese promedio, por ejemplo,
{\displaystyle y\sim x+2.67.}
Sin embargo, hay que tener cuidado, porque la función multiplicativa se definirá para todo el intervalo. Si solo hay tres puntos de datos disponibles, no se tiene conocimiento sobre el resto del intervalo, que puede ser una gran parte. Esto significa que y podría tener otro componente que sea igual a 0 en los extremos y en el medio del intervalo. Se conocen varias funciones que tienen esta propiedad, por ejemplo y = sen πx. La serie de Taylor es útil y ayuda a predecir una solución analítica, pero la aproximación por sí sola no proporciona evidencia concluyente.

### De primer orden
Aproximación de primer orden es el término que utilizan los científicos para dar una respuesta ligeramente mejor. Se hacen algunas suposiciones simplificadoras y, cuando se necesita un número, a menudo se da una respuesta con una sola cifra significativa ("la ciudad tiene 4×103, o cuatro mil, residentes"). En el caso de una aproximación de primer orden, al menos un número dado es exacto. En el ejemplo de orden cero anterior, se dio la cantidad "unos pocos", pero en el ejemplo de primer orden, se dio el número "4".
Una aproximación de primer orden de una función (es decir, determinar matemáticamente una fórmula que se ajuste a múltiples puntos de datos) será una aproximación lineal, una línea recta con pendiente: un polinomio de grado 1. Por ejemplo:
{\displaystyle x=[0.00,1.00,2.00],}
{\displaystyle y=[3.00,3.00,5.00],}
{\displaystyle y\sim f(x)=x+2.67}
es un ajuste aproximado a los datos.
En este ejemplo hay una aproximación de orden cero que es igual a la de primer orden, pero el método para llegar a ella es diferente; pero de forma inesperada, una "aproximación grosera" resulta ser tan buena como una "suposición fundamentada".

### De segundo orden
"Aproximación de segundo orden" es el término que utilizan los científicos para referirse a una respuesta de calidad aceptable. Se hacen pocas suposiciones simplificadoras y, cuando se necesita un número, generalmente se da una respuesta con dos o más cifras significativas ("la ciudad tiene 3,9×103, o tres mil novecientos, residentes"). En matemática financiera, las aproximaciones de segundo orden se conocen como correcciones de convexidad. Como en los ejemplos anteriores, el término "segundo orden" se refiere al número de cifras exactas dadas para la cantidad imprecisa. En este caso, "3" y "9" se dan como los dos niveles sucesivos de precisión, en lugar de simplemente el "4" del primer orden, o "algunos" del orden cero que se encuentran en los ejemplos anteriores.
Una aproximación de segundo orden de una función (es decir, determinar matemáticamente una fórmula que se ajuste a múltiples puntos de datos) será una función cuadrática, geométricamente, una parábola: un polinomio de grado 2. Por ejemplo:
{\displaystyle x=[0.00,1.00,2.00],}
{\displaystyle y=[3.00,3.00,5.00],}
{\displaystyle y\sim f(x)=x^{2}-x+3}
es un ajuste aproximado a los datos. En este caso, con solo tres puntos de datos, una parábola es un ajuste exacto según los datos proporcionados. Sin embargo, los puntos de datos para la mayor parte del intervalo no están disponibles, lo que hace que se deban tomar con precaución los valores intermedios deducidos de la fórmula de aproximación (véase "orden cero").

### De orden superior
Si bien existen aproximaciones de orden superior y son cruciales para una mejor comprensión y descripción de la realidad, normalmente no se hace referencia a ellas por números.
Continuando con lo anterior, se requeriría una aproximación de tercer orden para ajustar perfectamente cuatro puntos de datos, y así sucesivamente. Véase el artículo dedicado a la interpolación polinómica.

## Uso coloquial
Estos términos también los utilizan coloquialmente científicos e ingenieros para describir fenómenos que pueden despreciarse por no ser significativos (por ejemplo, "Por supuesto, la rotación de la Tierra afecta nuestro experimento, pero es un efecto de tan alto orden que no podríamos medirlo", o "A estas velocidades, la relatividad es un efecto de cuarto orden del que solo nos preocupamos en la calibración anual"). En este uso, la ordinalidad de la aproximación no es exacta, pero se utiliza para enfatizar su insignificancia. Cuanto mayor sea el número utilizado, menos importante será el efecto. La terminología, en este contexto, representa un alto nivel de precisión necesario para dar cuenta de un efecto que se infiere que es muy pequeño en comparación con el tema general. Cuanto mayor sea el orden, más precisión se requiere para medir el efecto y, por tanto, la pequeñez del efecto en comparación con la medición general.